# Hans Tauchert
Hans Tauchert (* 5. März 1904 in Boizenburg/Elbe; † 24. Juni 1958 in Dortmund) war ein deutscher Fußballspieler und -trainer.

## Karriere
Als Spieler war er beim SV 01 Gotha, bei Union 92 Berlin und Tennis Borussia Berlin aktiv. Schon in jungen Jahren war er Trainer beim 1. FC Nürnberg.
Von 1930 bis 1937 trainierte Tauchert den SV Waldhof Mannheim, unterbrochen von der Saison 1933/34, als er für den FC Bayern München tätig war. Bei den Waldhöfern war er für alle Mannschaften zuständig, einschließlich der Jugend und sogar der Handballmannschaft, mit der er 1933 Deutscher Meister wurde. Mit den Fußballern gelangen ihm im Rheinbezirk bzw. in der Gauliga Baden sechs Meisterschaften, die zu den anschließenden Spielen um die deutsche Meisterschaft führten und einmal wurde im Tschammerpokal das Halbfinale erreicht.
An der Deutschen Hochschule für Leibesübungen in Berlin war Tauchert der erste Absolvent im Sonderfach Fußball unter Otto Nerz. In den Jahren nach Waldhof war er als Gausportlehrer in Thüringen und Sachsen-Anhalt tätig und trainierte interimsweise auch den 1. SV Jena. 1944 trainierte er bis zu dessen Auflösung den LSV Berlin.
1948 übernahm Hans Tauchert zusätzlich zu seinem Traineramt beim Hamburger SV für elf Spieltage das des Ligakonkurrenten Holstein Kiel in der Oberliga Nord, so dass es zu dem Kuriosum kam, dass im April 1948 Tauchert bei einem Spiel Trainer beider gegnerischer Mannschaften war.
In der Saison 1954/55 erreichte die Mannschaft des 1. FC Saarbrücken von Trainer Hans Tauchert in der Oberliga Südwest den dritten Platz. Damit wurde zwar die Qualifikation für die deutsche Meisterschaft um eine Platzierung verpasst, allerdings durften die Saarbrücker als bester Saarverein am neu geschaffenen Europapokal der Landesmeister teilnehmen. Als Vertreter des seinerzeit noch eigenständigen Saarländischen Fußball-Verbandes bekam man in der ersten Runde gleich einen der renommiertesten europäischen Vereine zugelost, den AC Mailand. So lief man also am 1. November als klarer Außenseiter ins San Siro Stadion ein, doch dem FC gelang die Sensation und gewann mit 4:3. Das Rückspiel am 23. November 1955 in Saarbrücken gewann Mailand dann mit 4:1 und Saarbrücken schied aus dem Wettbewerb aus.
In der Saison 1957/58, Tauchert hatte als Nachfolger von Helmut Schneider den Deutschen Meister der Jahre 1956 und 1957, Borussia Dortmund, übernommen, trat er wiederum im Europapokal der Landesmeister an. Für den Einzug in das Viertelfinale war gegen den rumänischen Vertreter CCA Bukarest am 29. Dezember 1957 in Bologna ein Entscheidungsspiel notwendig, das die Dortmunder mit 3:1 für sich entschieden. Anschließend scheiterte er wieder am AC Mailand. In Dortmund wurde gegen Cesare Maldini und Nils Liedholm ein 1:1-Remis erzielt, doch das Rückspiel am 26. März 1958 in Mailand wurde mit 1:4 verloren.
Hans Tauchert verstarb völlig unerwartet am 24. Juni 1958 im Alter von 54 Jahren an einem Herzinfarkt. Sein Nachfolger wurde der Österreicher Max Merkel, der zuletzt Rapid Wien trainiert hatte.